# Souad Aït Salem
Souad Aït Salem, född 6 januari 1979, är en algerisk friidrottare. Hon deltog vid olympiska sommarspelen 2004, olympiska sommarspelen 2008, olympiska sommarspelen 2012 och olympiska sommarspelen 2016.